# Хожово (Молодечненский район)
Хожово (бел. Хажо́ва) — агрогородок в Молодечненском районе Минской области Республики Беларусь. Административный центр Хожовского сельсовета.

## География
Расположен в 10 км на юг от города Молодечно, в 88 км от Минска, на автодороге Молодечно — Раков.

## История

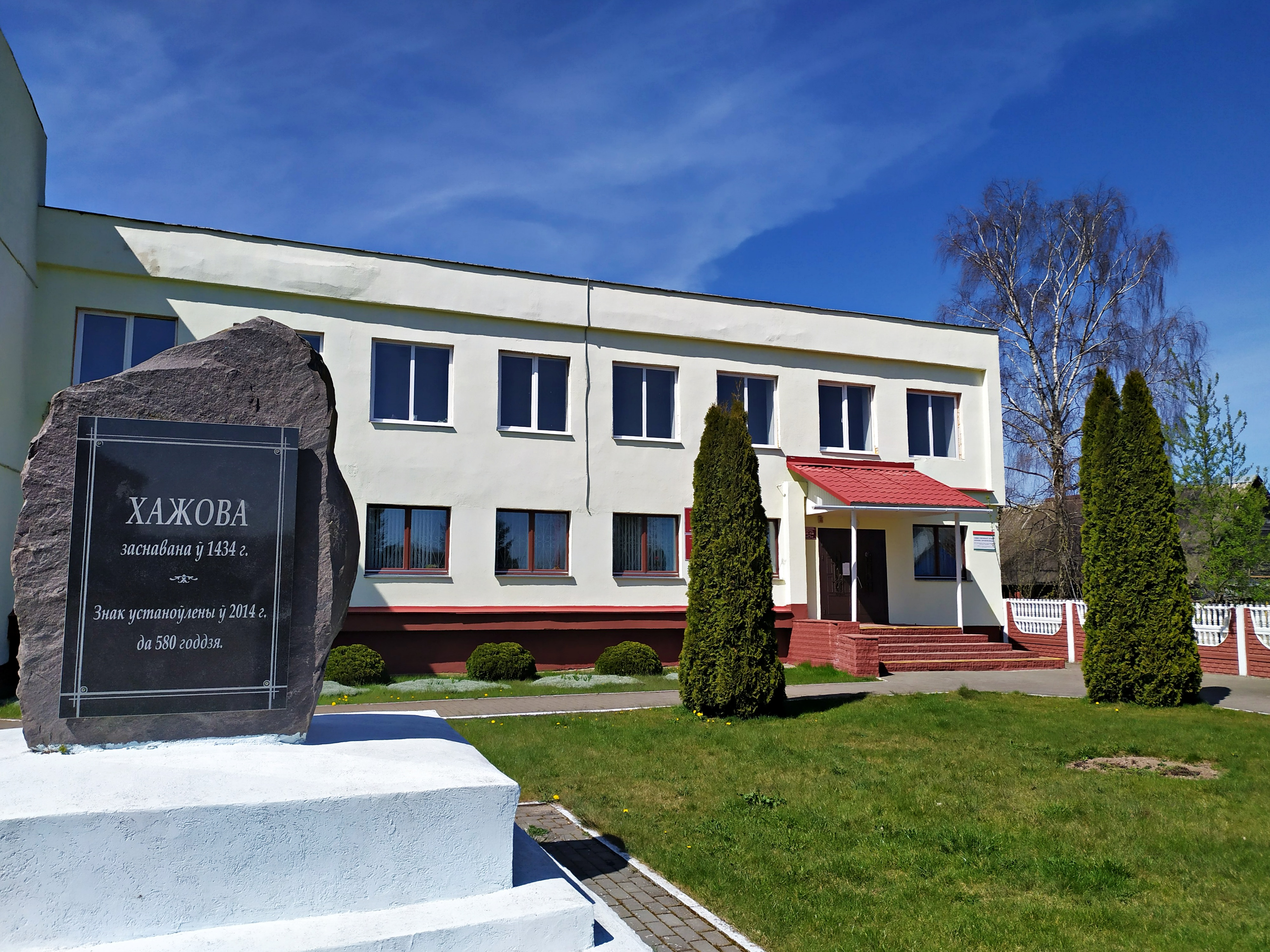

Упоминается в XV веке как село, великокняжеское владение в Великом Княжестве Литовском. В 1434 году великий князь Сигизмунд Кейстутович «дает и прощает на вечные времена село Хожево Судимонтовичу». В 1489 году владелец Хожева канцлер литовский Олехно Судимонтович построил костёл Святого Антония Падуанского. В 1543 году Виленский епископ Павел Гольшанский построил на месте бывшего новый костёл. Во второй половине XVI века обладание короля Сигизмунда Августа, который в 1544 году совместно со своей матерью королевой бонной свои «дедизное Хотово» отдал в держание Виленскому епископу, после его смерти перешло к королю. В 1575 году село (25 волок земли), центр волости Ошмянского уезда, шляхетская собственность, в состав которой входили двор и пуща. В 1593 году собственность Николая Христофора Радзивилла, воеводы Троцкого. С 1600 года действовала церковь Святого Юрия.
В 1622 году настоятель Лебедевского костёла построил новый костёл, который был разрушен во время Северной войны в 1709—1710 годах. В 1676 году собственность пана Николая Островского. В конце XVII века упоминается как собственность Шабловских.
В 1733 году ксендз Бойцовский построил деревянный костел (закрытый в 1868 году). В 1741 году имущество господ Кореневых. В 1773 году местечко в Ошмянском уезде Виленского воеводства, собственность Тадеуша Огинского, построившего на свои средства Георгиевскую церковь.
После второго раздела Речи Посполитой (1793) в Российской империи, в Ошмянском уезде. В 1800 году местечко во владении Хрептовичей, в Вилейском уезде. В 1861 году местечко в Молодечненской волости Вилейского уезда Виленской губернии. Имелся костёл, который в 1868 году освятили в православную Георгиевскую церковь. В 1897 году село, 6 дворов, 44 жителя, церковь, церковно-приходское училище, искусственная скамейка, кузница, корчма. За четверть версты от села располагалась одноимённая деревня, 78 дворов, 422 жителя, хлебозапасный магазин, имение Хелховского, 936 жителей. В 1904 году село, 44 жителя, 90 десятин земли, центр крестьянского общества, в состав которого входили несколько деревень. В деревне 493 жителя, которым принадлежало 773 десятин земли. Имение принадлежало помещику Хелховскому, который имел здесь 435 десятин земли. В селе располагалась казенная винная лавка.
Советская власть провозглашена в ноябре 1917 года. С февраля по декабрь 1918 года деревня оккупирована войсками Германии. 25 марта 1918 года территория провозглашалась частью Белорусской Народной Республики. С декабря 1918 года восстановлена советская власть, с 1 января 1919 года территория в составе БССР, 5 февраля в деревне состоялся митинг, на котором крестьяне постановили «всеми силами поддерживать Советскую власть»; с 27 февраля 1919 года — в ЛитБел ССР. Во время польско-советской войны с июля 1919 года по июль 1920 года и с октября 1920 года занята польскими войсками.
С 1921 года в составе Польской Республики, в Молодечненской гмине Вилейского уезда, с 1926 года Виленского воеводства, в деревне 96 дворов, 511 жителей, в фольварке 6 дворов, 58 жителей, с 1927 года в Молодечненском уезде.
С 1939 года в БССР, с 12 октября 1940 года центр сельсовета Молодечненского района Вилейской области. В Великую Отечественную войну с конца июня 1941 года до начала июля 1944 года оккупировано нацистами, расстрелявшими 18 жителей, сожгли 4 двора. Погибли 74 земляка. С 20 сентября 1944 года в Молодечненской области, 11 сентября 1959 года сельсовет упразднен, территория присоединена к Тюрлевскому сельсовету. С 20 января 1960 года в Минской области. С 10 июня 1965 года снова центр Хожовского сельсовета.
В 2009 году деревня Хожово преобразована в агрогородок.

## Население

### Численность
- 2019 год — 603 жителей

### Динамика
- 1800 год — 52 двора, 293 жителя
- 1941 год — 102 двора, 456 жителей
- 1999 год — 684 жителей (перепись населения)
- 2009 год — 236 хозяйств, 533 жителей (перепись населения)[7]
- 2019 год — 603 жителей (перепись населения)

## Инфраструктура
Отделение связи, средняя школа, Дом культуры, библиотека, фельдшерско-акушерский пункт, ветеринарный участок, торговые объекты.

## Культура
- Дом культуры
- Библиотека
- Музей

## Достопримечательность
- Церковь Александра Невского

### Памятник, скульптура
- Памятник погибшим землякам. В 1965 году в сквере в целях увековечивания памяти земляков, погибших в Великой Отечественной войне, установлен обелиск.
- В центре Хожово в 1977 году в память о митинге селян, что был 5 февраля 1919 года, установлен гранитный валун, на котором размещён текст постановления.

## Галерея

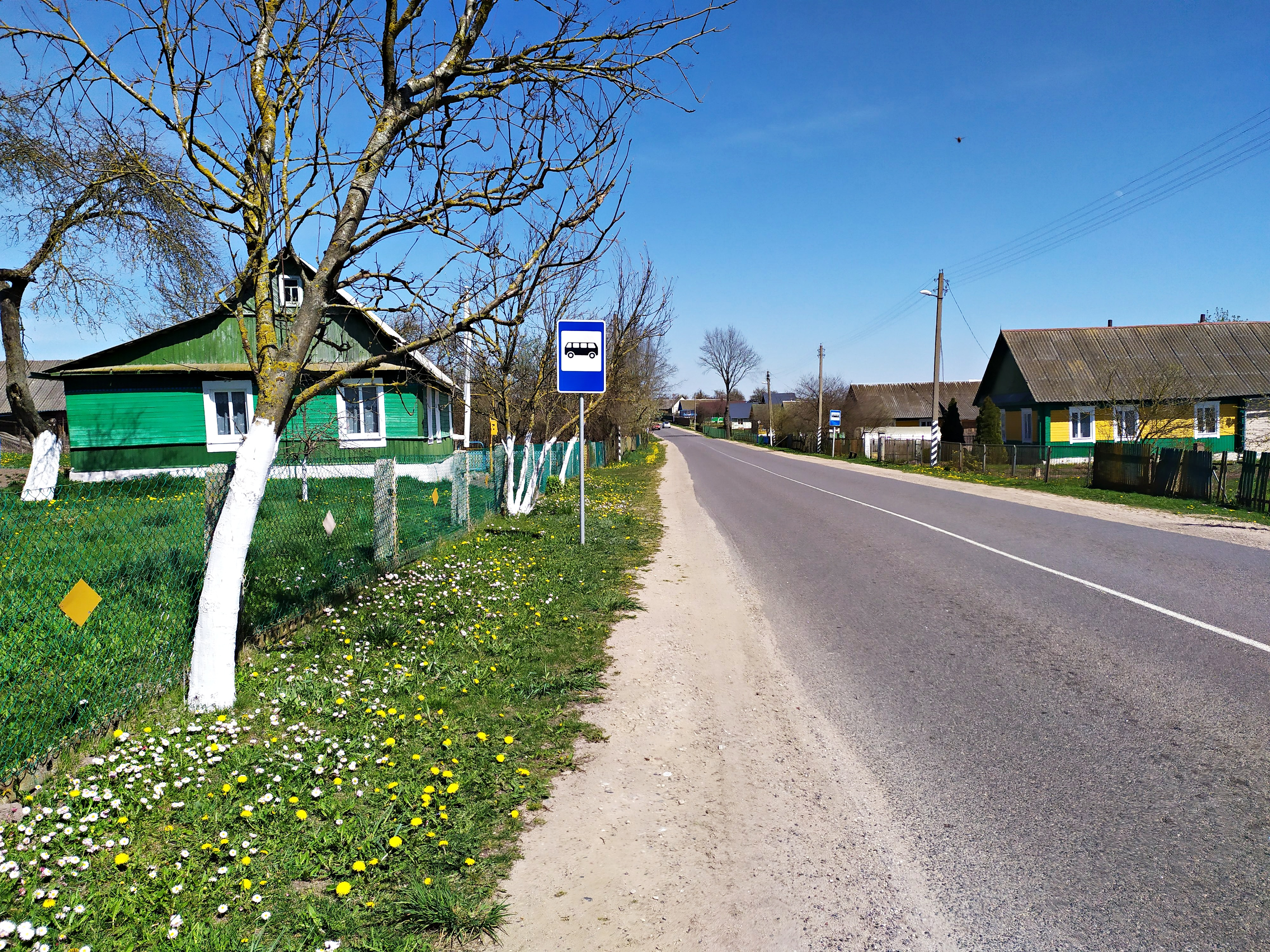
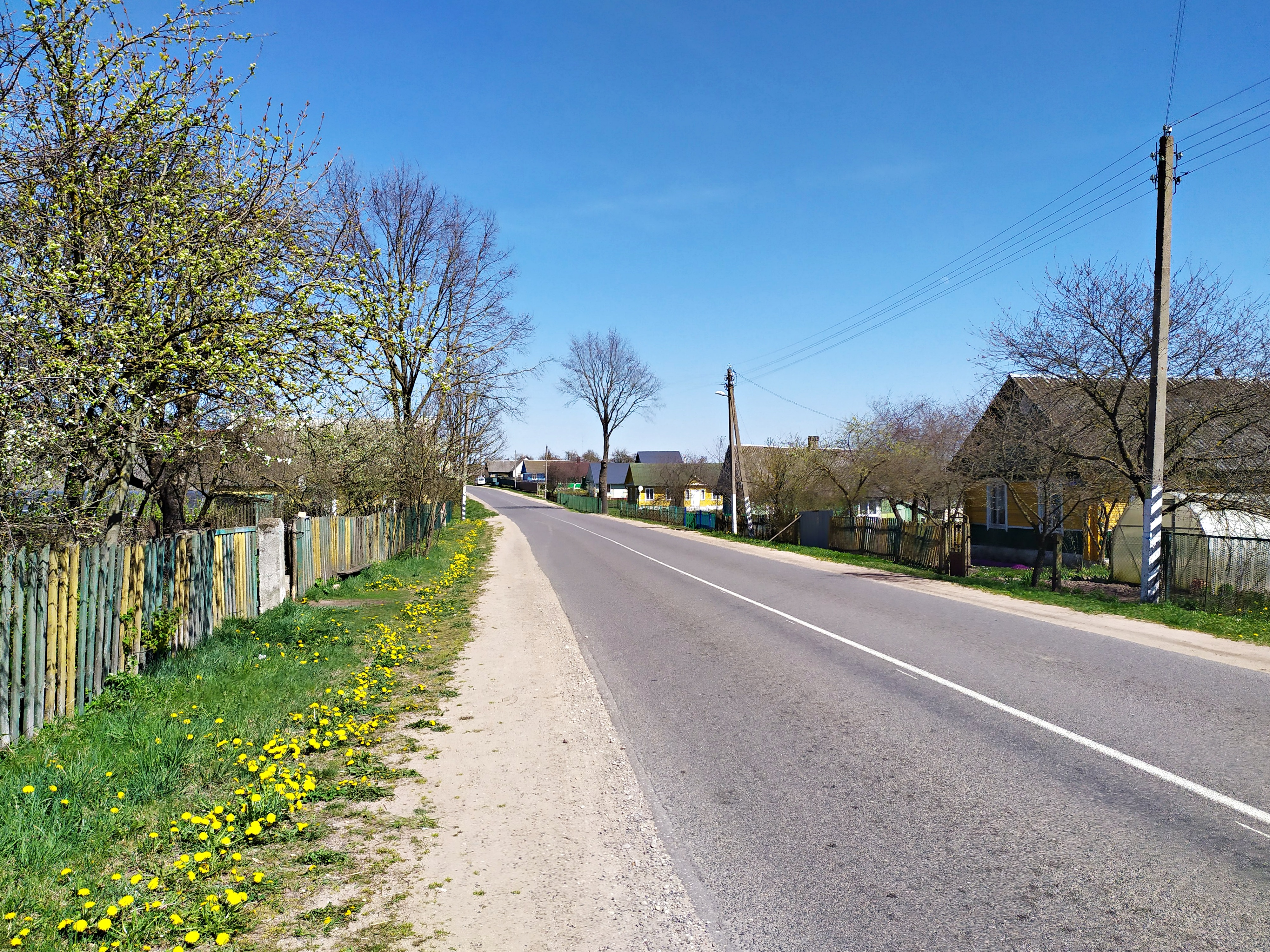
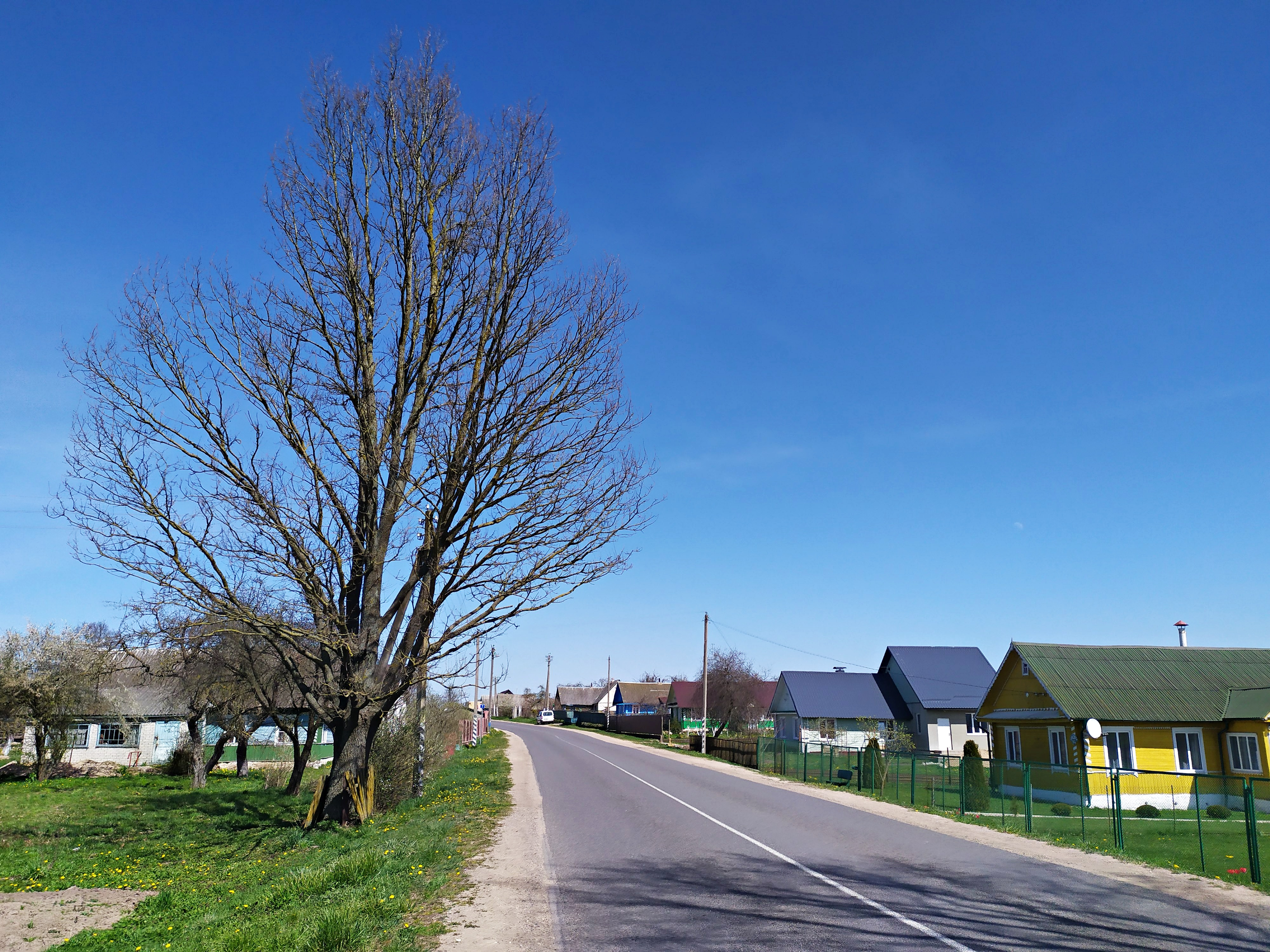
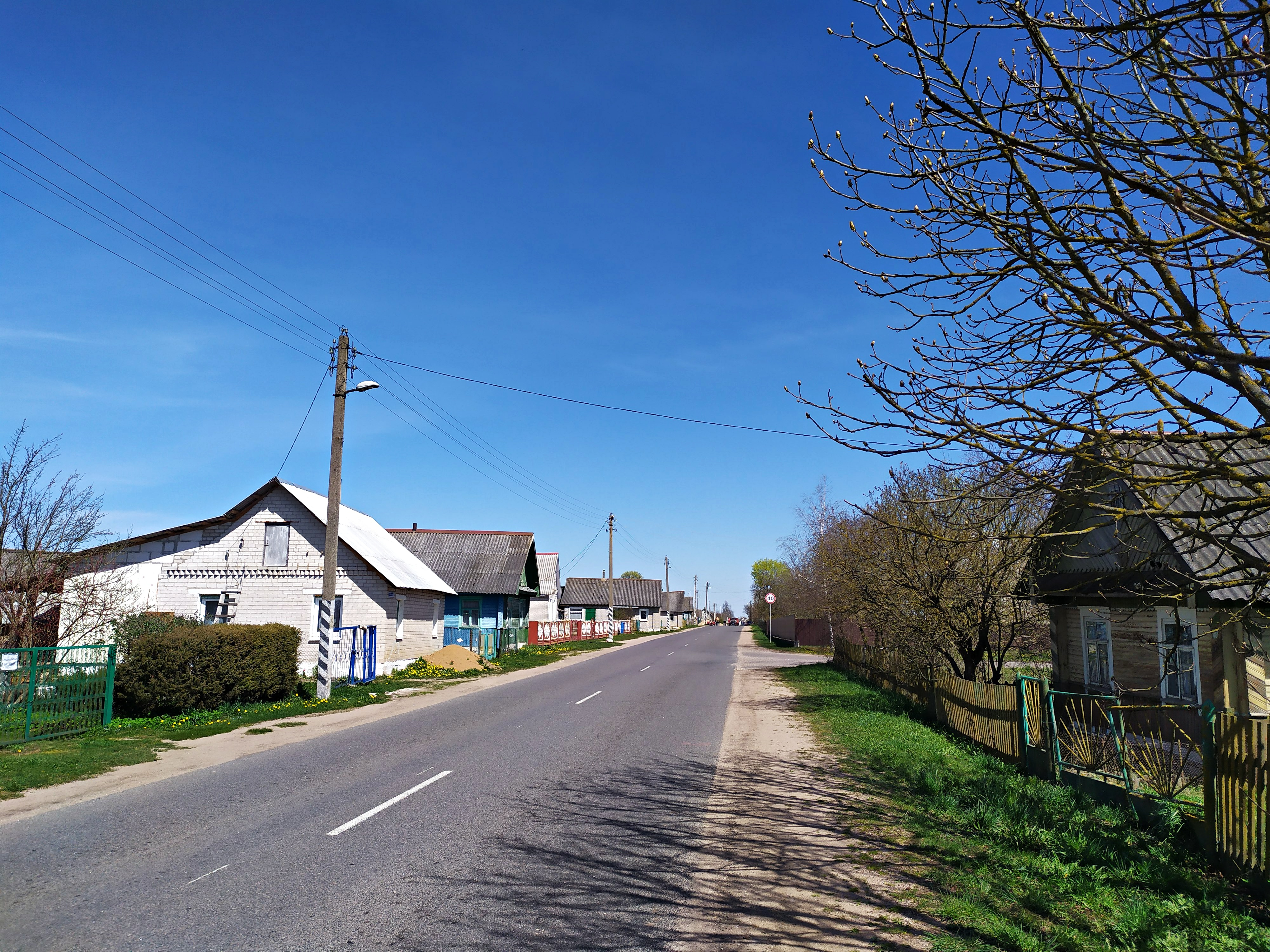
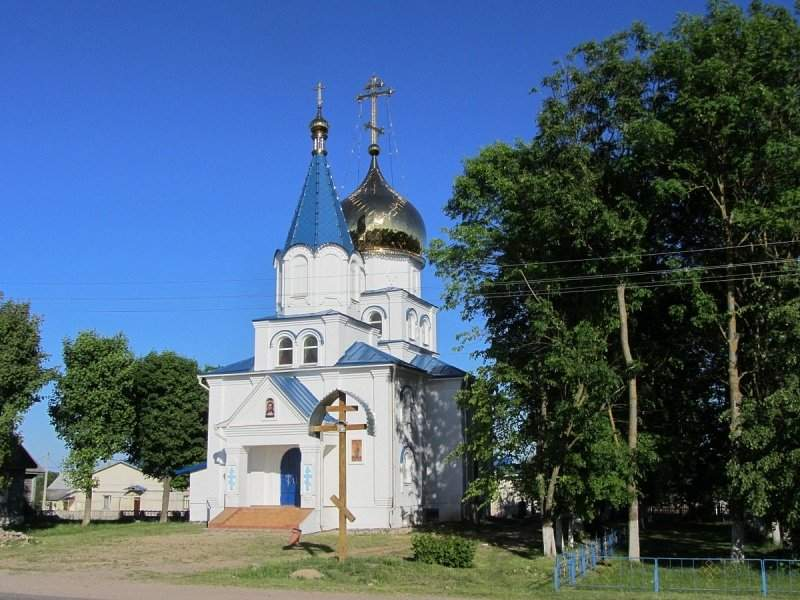
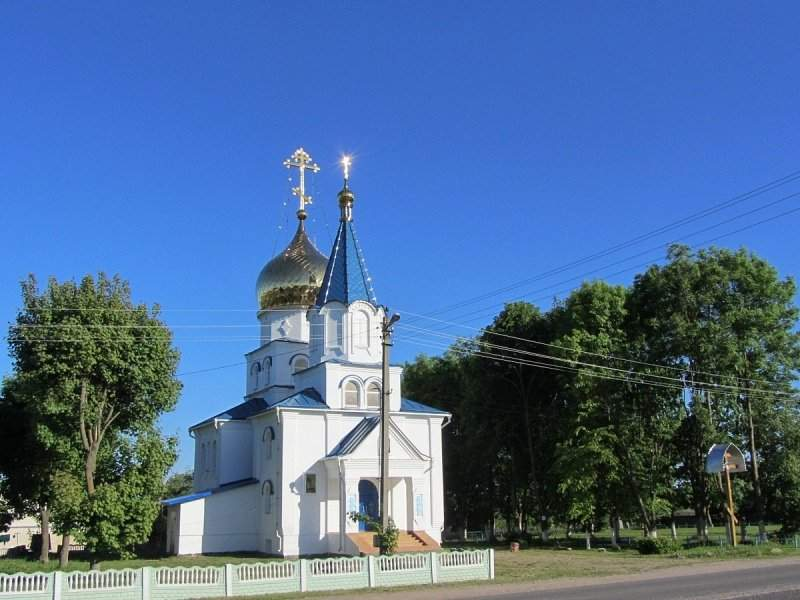
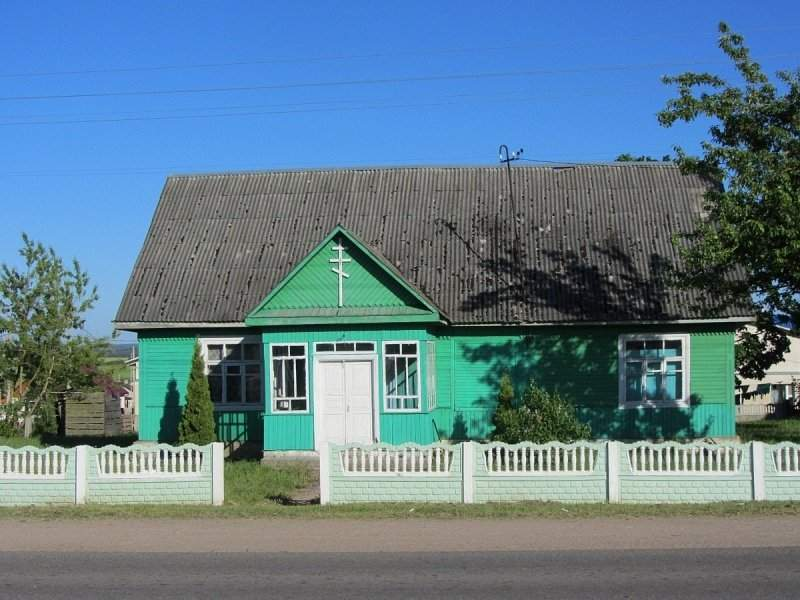
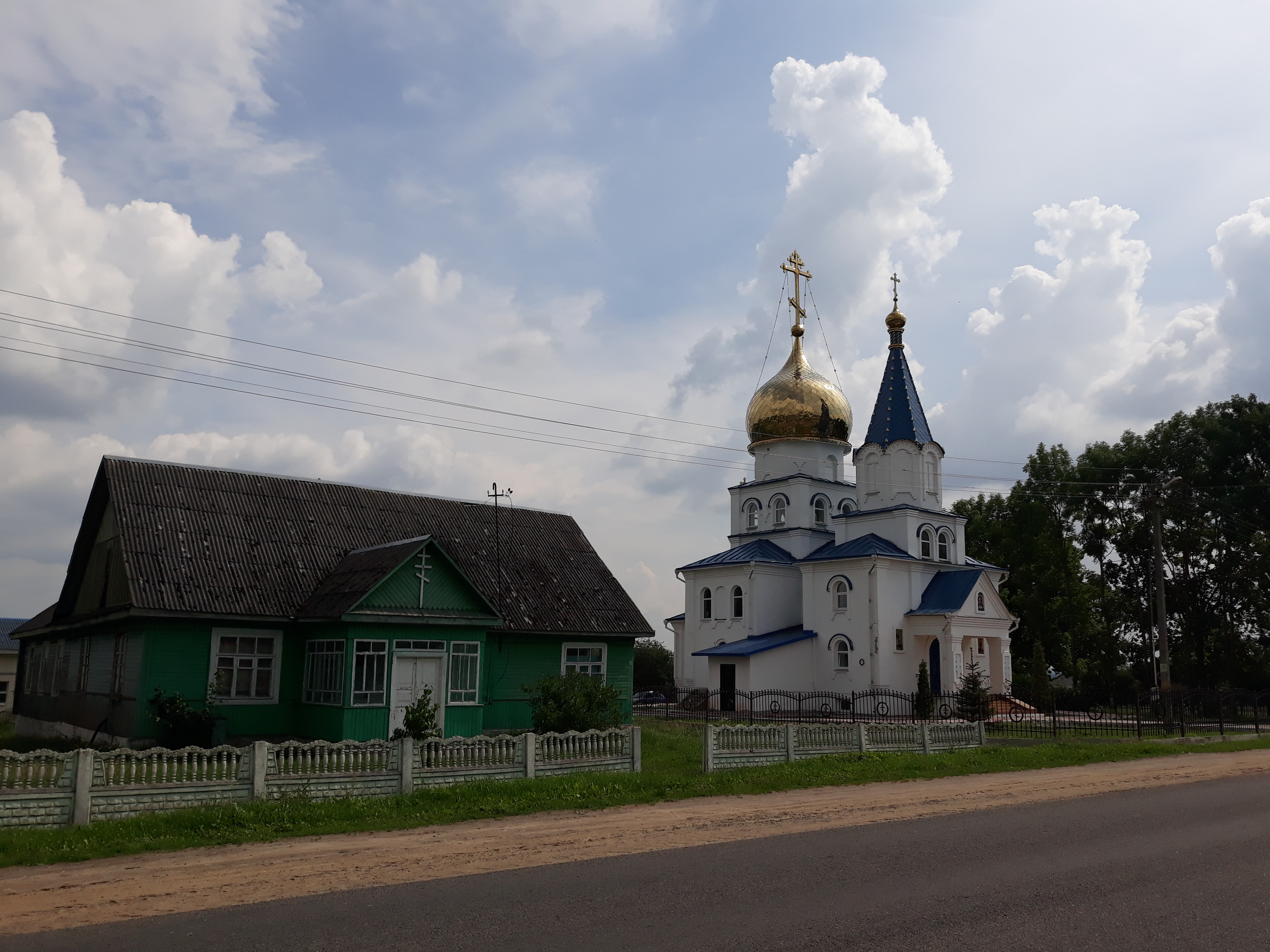
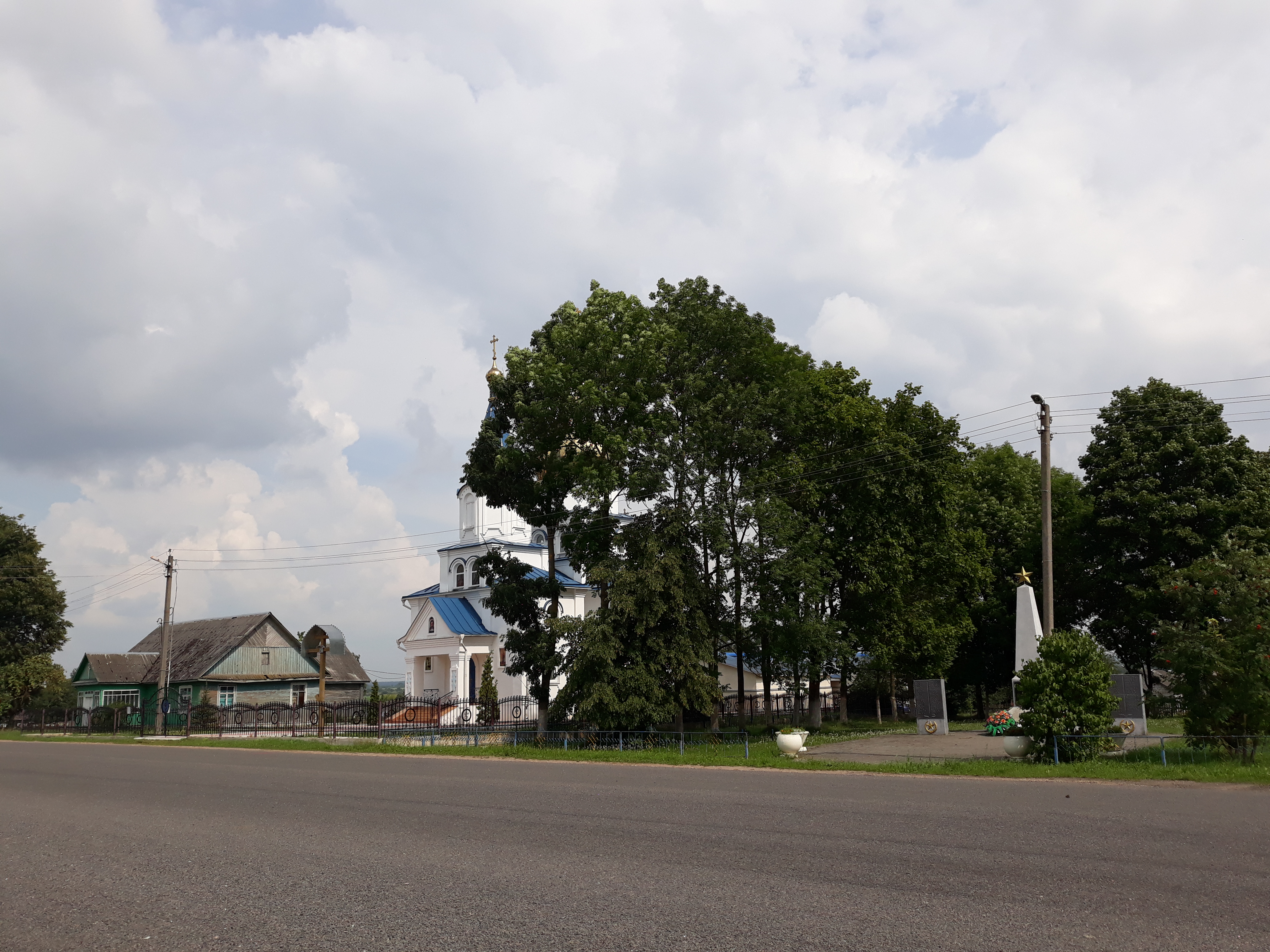
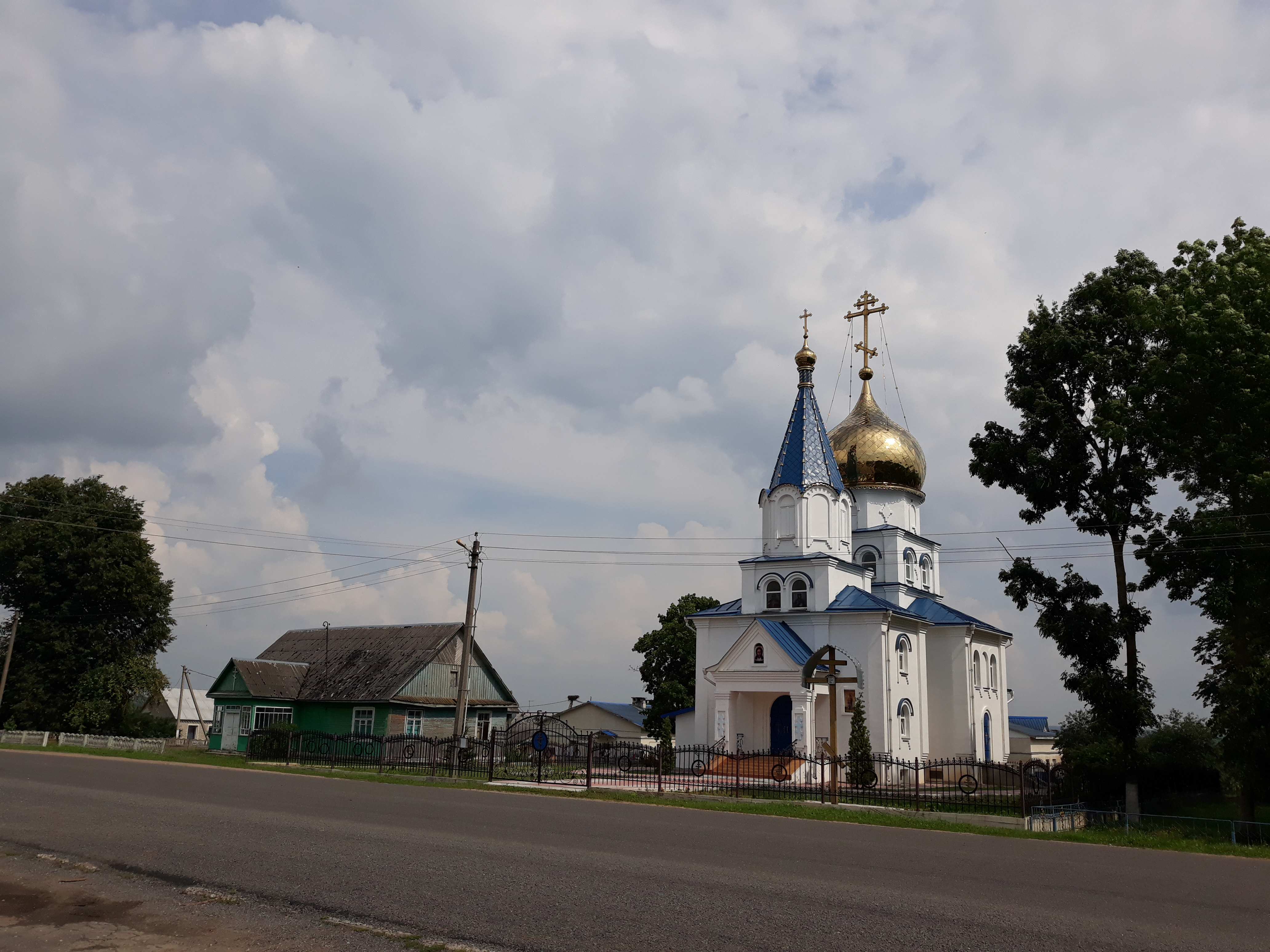
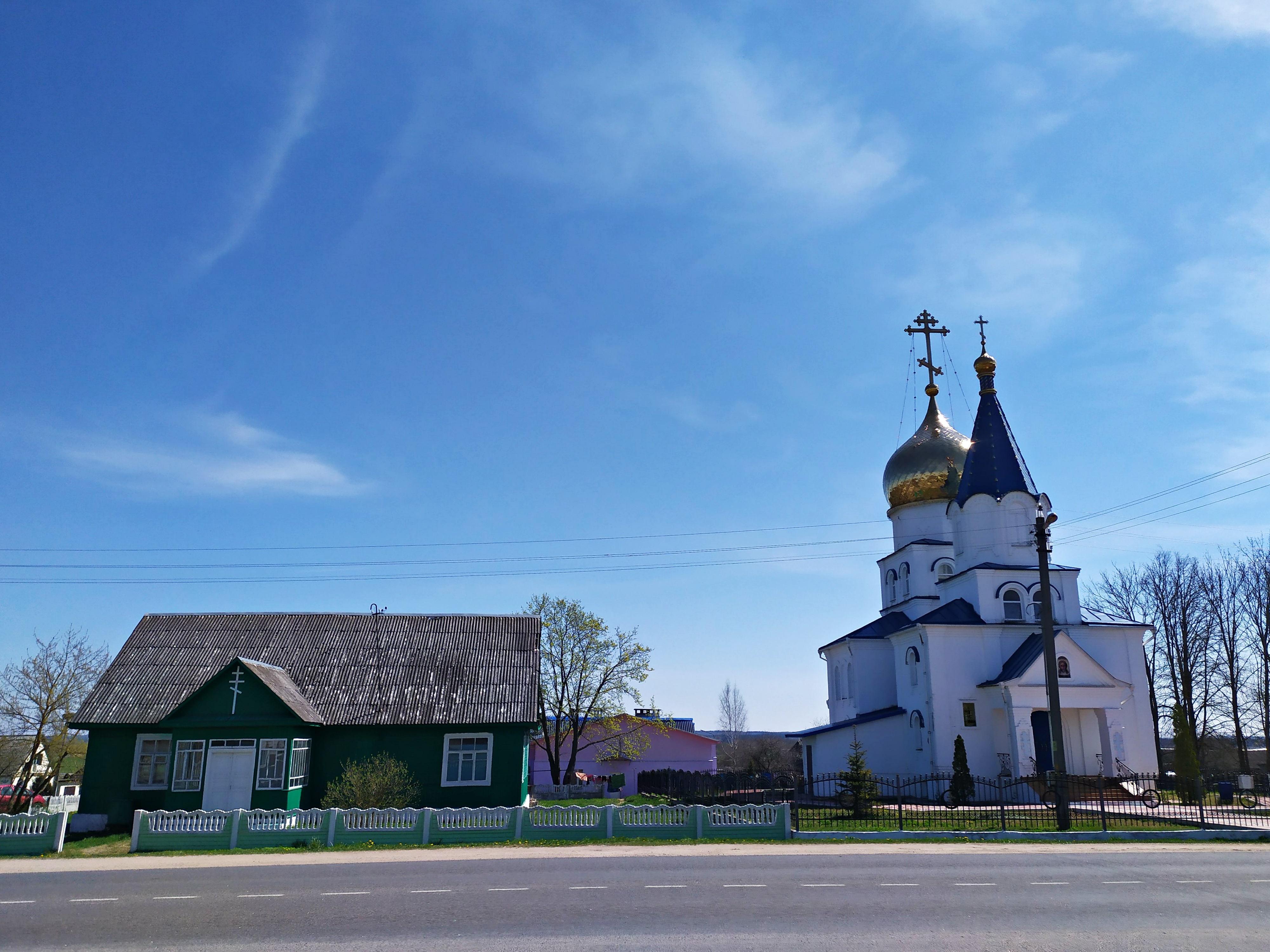
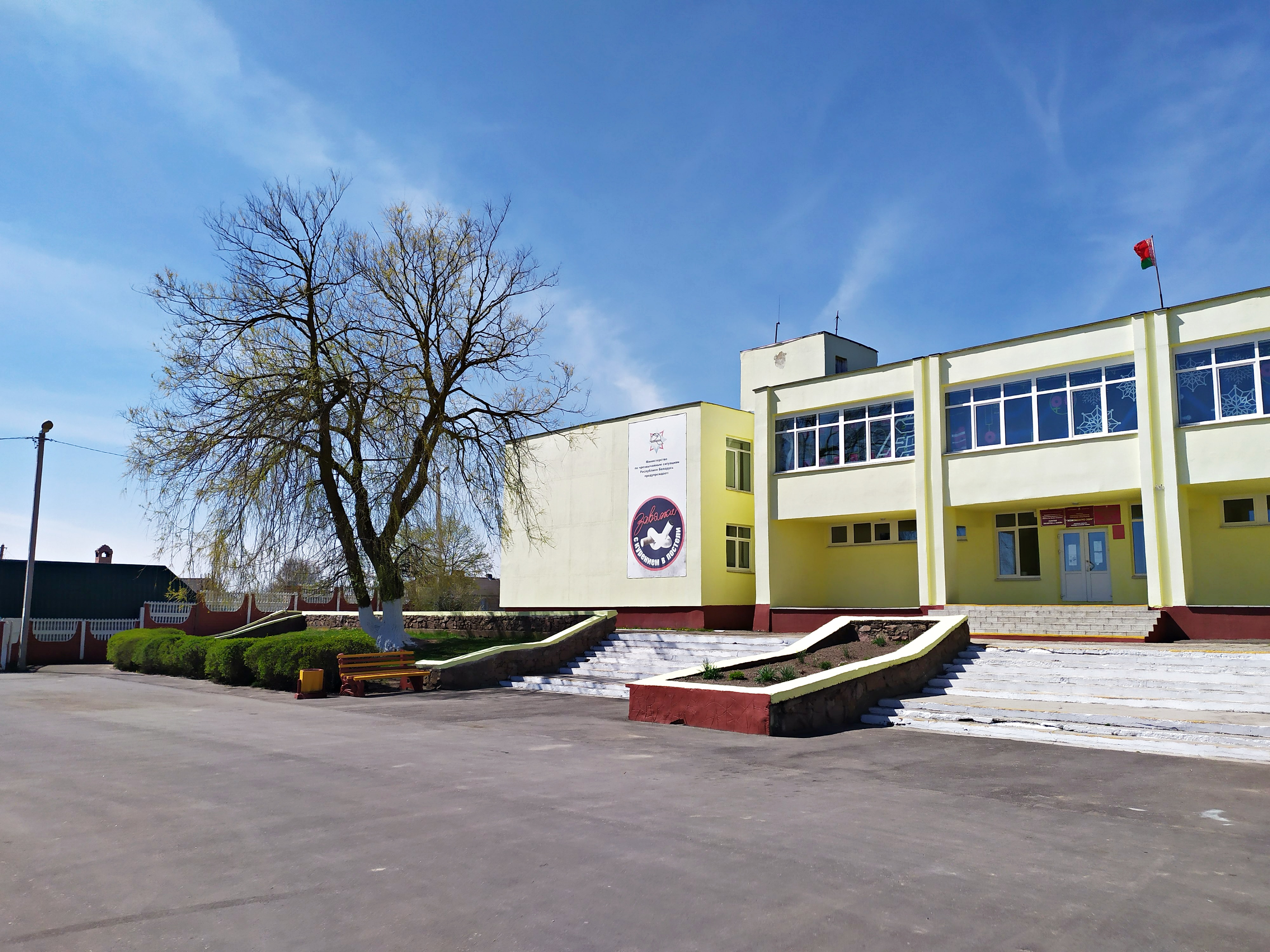
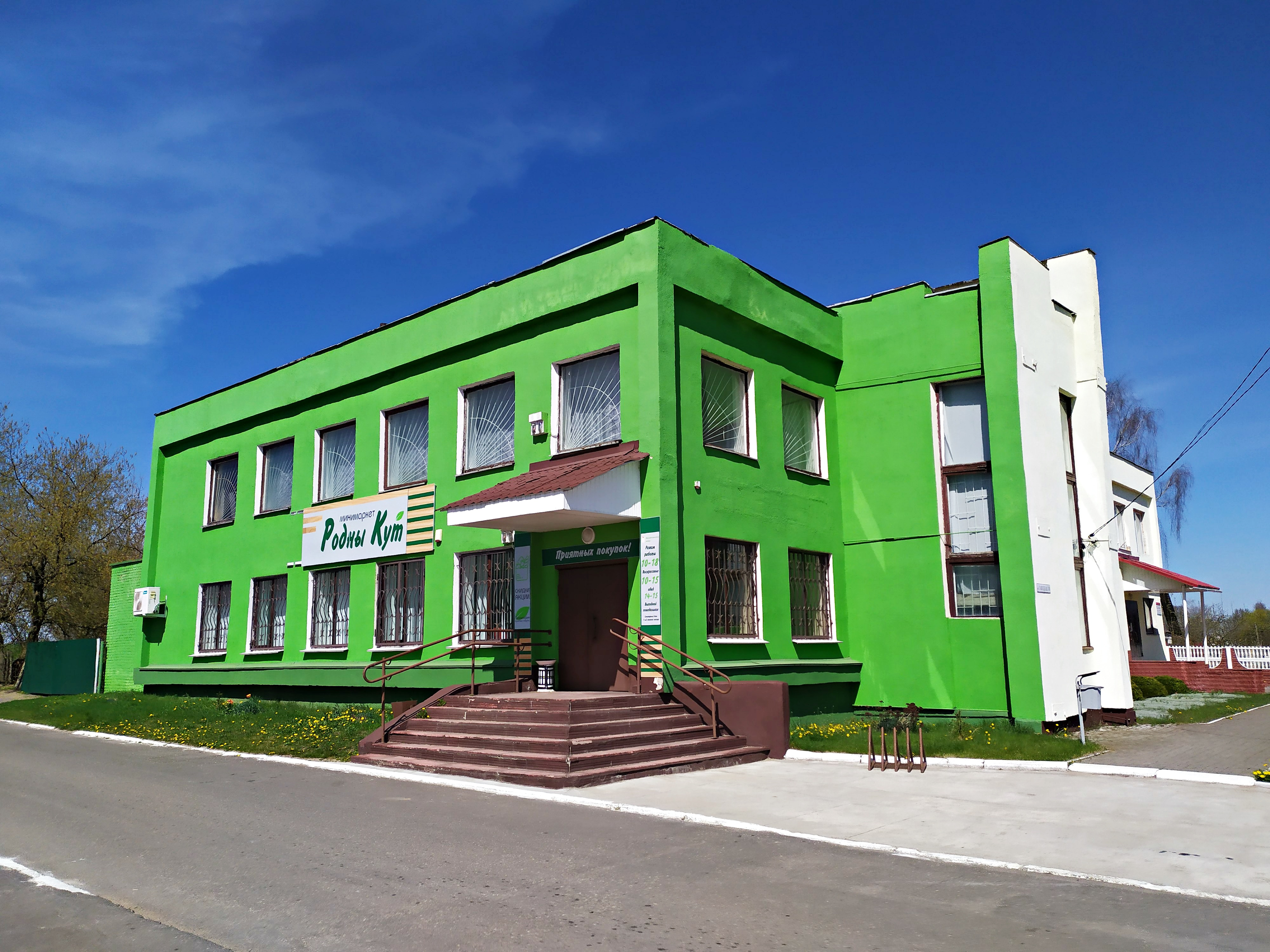

### Утраченное наследие
- Костёл (1733 год)